# Sistemul de unități CGS în electromagnetism
Pagina „CGS” trimite aici. Pentru o companie de IT americană vedeți Computer Generated Solutions.

Sistemul de unități CGS este un sistem de unități de măsură bazat pe centimetru ca unitate de lungime, gram ca unitate de masă și secundă ca unitate de timp. Pentru a fi utilizat în electromagnetism, el a fost completat cu unități de măsură pentru mărimile sarcină electrică, curent electric, câmp electric și câmp magnetic. Corespunzător diferitelor definiții adoptate pentru aceste unități, au rezultat versiuni diferite ale sistemului de unități CGS în electromagnetism: sistemul de unități CGS electrostatic, sistemul de unități CGS electromagnetic, sistemul de unități Gauss și sistemul de unități Heaviside-Lorentz.
În aplicații domină astăzi sistemul internațional de unități (SI), derivat din sistemul de unități MKS, bazat pe unitățile mecanice metru, kilogram, secundă, și completat cu unități de măsură pentru celelalte mărimi fizice fundamentale. În studiile teoretice continuă să fie folosite cu precădere sistemul Gauss și versiunea sa „raționalizată”, sistemul Heaviside-Lorentz.

## Sisteme de unități în electromagnetism
Sistemele de unități din mecanică se bazează pe trei mărimi fundamentale: lungime, masă și timp. Extinderea lor la fenomenele electromagnetice necesită definirea unor unități de măsură pentru câmpul electromagnetic (câmp electric și câmp magnetic) și pentru sursele acestuia (sarcină electrică și curent electric).

### Legi experimentale
În electrostatică, unitatea de sarcină electrică este definită pe baza legii lui Coulomb: mărimea forței între două sarcini electrice statice punctiforme este direct proporțională cu produsul celor două sarcini și invers proporțională cu pătratul distanței dintre ele:
{\displaystyle F_{C}=k_{C}{\frac {q_{1}q_{2}}{r^{2}}}\,.}
În magnetostatică, unitatea de curent electric este definită pe baza legii de forță a lui Ampère: mărimea forței, pe unitate de lungime, între doi curenți staționari filiformi paraleli este direct proporțională cu produsul intensităților celor doi curenți și invers proporțională cu distanța dintre ei:
{\displaystyle {\frac {dF_{A}}{dl}}=2k_{A}{\frac {I_{1}I_{2}}{d}}\,.}
Odată definită unitatea de sarcină electrică, unitatea de câmp electric rezultă din definiția acestuia ca forța exercitată pe unitatea de sarcină statică.
Unitatea de câmp magnetic rezultă stabilind raportul dintre intensitatea unui câmp electric generat prin inducție electromagnetică și intensitatea câmpului magnetic variabil care l-a produs, pe baza legii lui Faraday: forța electromotoare indusă într-un circuit închis {\displaystyle C\,} este proporțională și de semn opus cu variația în timp a fluxului magnetic prin suprafața {\displaystyle S\,} delimitată de circuit:
{\displaystyle \oint _{C}\mathbf {E} \,d{\boldsymbol {\ell }}=-k_{F}{\frac {d}{dt}}\int _{S}\mathbf {B} \,d\mathbf {S} \,.}
| sistem de unități   | {\displaystyle k_{C}\,}                         | {\displaystyle k_{A}}                     | {\displaystyle k_{F}}          |
| CGS electrostatic   | {\displaystyle 1\,}                             | {\displaystyle {\frac {1}{c^{2}}}}        | {\displaystyle 1\,}            |
| CGS electromagnetic | {\displaystyle c^{2}\,}                         | {\displaystyle 1\,}                       | {\displaystyle 1\,}            |
| Gauss               | {\displaystyle 1\,}                             | {\displaystyle {\frac {1}{c^{2}}}}        | {\displaystyle {\frac {1}{c}}} |
| Heaviside-Lorentz   | {\displaystyle {\frac {1}{4\pi }}}              | {\displaystyle {\frac {1}{4\pi c^{2}}}}   | {\displaystyle {\frac {1}{c}}} |
| SI                  | {\displaystyle {\frac {1}{4\pi \epsilon _{0}}}} | {\displaystyle {\frac {\mu _{0}}{4\pi }}} | {\displaystyle 1\,}            |

### Constante electromagnetice
Analiza dimensională arată că raportul
{\displaystyle {\frac {k_{C}}{k_{A}}}=c^{2}}
are dimensiunea pătratului unei viteze, iar electrodinamica maxwelliană stabilește că aceasta este o constantă fizică fundamentală, viteza luminii în vid, a cărei valoare este definită ca
{\displaystyle c=299\;792\;458\;m\cdot s^{-1}\,.}
Alegerea unor anumite valori pentru constantele {\displaystyle k_{C}\,}, {\displaystyle k_{A}\,} și {\displaystyle k_{F}\,} definește un anumit sistem de unități. În SI, ele sunt exprimate în funcție de alte două constante fizice, permitivitatea electrică a vidului și permeabilitatea magnetică a  vidului, care au prin definiție valorile respective (în unități SI)
{\displaystyle \epsilon _{0}={\frac {1}{\mu _{0}\,c^{2}}}\;F\cdot m^{-1}\,,\quad \mu _{0}=4\pi \times 10^{-7}N\cdot A^{-2}\,;}
ele sunt așadar legate prin relația
{\displaystyle \epsilon _{0}\,\mu _{0}\ ={\frac {1}{c^{2}}}\,.}
În sistemele Heaviside-Lorentz și SI, zise sisteme de unități raționalizate, {\displaystyle k_{C}\,} și {\displaystyle k_{A}\,} sunt definite cu un factor {\displaystyle 4\pi \,} la numitor, ceea ce simplifică ecuațiile fundamentale ale electrodinamicii.
Tabelul rezumă valorile celor trei constante pentru sistemele de unități utilizate în electromagnetism.
| Ecuațiile lui Maxwell | {\displaystyle \nabla \mathbf {E} =4\pi k_{C}\,\rho } |
| Ecuațiile lui Maxwell | {\displaystyle \nabla \times \mathbf {E} =-k_{F}{\frac {\partial \mathbf {B} }{\partial t}}}                                                              |
| Ecuațiile lui Maxwell | {\displaystyle \nabla \mathbf {B} =0} |
| Ecuațiile lui Maxwell | {\displaystyle \nabla \times \mathbf {B} =4\pi {\frac {k_{A}}{k_{F}}}\mathbf {J} +{\frac {k_{A}}{k_{C}k_{F}}}{\frac {\partial \mathbf {E} }{\partial t}}} |
| Forța Lorentz         | {\displaystyle \mathbf {F} =q\left(\mathbf {E} +k_{F}\mathbf {v} \times \mathbf {B} \right)}                                                              |

### Ecuații fundamentale
Tabelul rezumă ecuațiile fundamentale ale electrodinamicii (ecuațiile lui Maxwell) și definiția câmpului electromagnetic (forța Lorentz), folosind constantele electromagnetice definite anterior.

## Materiale dielectrice și magnetice
| sistemul Lorentz–Heaviside                                | sistemul Gaussian                                           | sistemul SI                                                            |
| --------------------------------------------------------- | ----------------------------------------------------------- | ---------------------------------------------------------------------- |
| {\displaystyle \mathbf {D} =\mathbf {E} +\mathbf {P} }    | {\displaystyle \mathbf {D} =\mathbf {E} +4\pi \mathbf {P} } | {\displaystyle \mathbf {D} =\epsilon _{0}\mathbf {E} +\mathbf {P} }    |
| {\displaystyle \mathbf {P} =\chi _{\text{e}}\mathbf {E} } | {\displaystyle \mathbf {P} =\chi _{\text{e}}\mathbf {E} }   | {\displaystyle \mathbf {P} =\chi _{\text{e}}\epsilon _{0}\mathbf {E} } |
| {\displaystyle \mathbf {D} =\epsilon \mathbf {E} }        | {\displaystyle \mathbf {D} =\epsilon \mathbf {E} }          | {\displaystyle \mathbf {D} =\epsilon \mathbf {E} }                     |
| {\displaystyle \epsilon =1+\chi _{\text{e}}}              | {\displaystyle \epsilon =1+4\pi \chi _{\text{e}}}           | {\displaystyle \epsilon /\epsilon _{0}=1+\chi _{\text{e}}}             |

| Lorentz–Heaviside                                         | Gaussian                                                    | SI                                                               |
| --------------------------------------------------------- | ----------------------------------------------------------- | ---------------------------------------------------------------- |
| {\displaystyle \mathbf {B} =\mathbf {H} +\mathbf {M} }    | {\displaystyle \mathbf {B} =\mathbf {H} +4\pi \mathbf {M} } | {\displaystyle \mathbf {B} =\mu _{0}(\mathbf {H} +\mathbf {M} )} |
| {\displaystyle \mathbf {M} =\chi _{\text{m}}\mathbf {H} } | {\displaystyle \mathbf {M} =\chi _{\text{m}}\mathbf {H} }   | {\displaystyle \mathbf {M} =\chi _{\text{m}}\mathbf {H} }        |
| {\displaystyle \mathbf {B} =\mu \mathbf {H} }             | {\displaystyle \mathbf {B} =\mu \mathbf {H} }               | {\displaystyle \mathbf {B} =\mu \mathbf {H} }                    |
| {\displaystyle \mu =1+\chi _{\text{m}}}                   | {\displaystyle \mu =1+4\pi \chi _{\text{m}}}                | {\displaystyle \mu /\mu _{0}=1+\chi _{\text{m}}}                 |

## SI versus sistemul Gauss
Sistemele de unități utilizate curent sunt SI (în aplicații) și sistemul Gauss (în studii teoretice); în electrodinamica cuantică acesta din urmă cedează locul sistemului raționalizat Heaviside-Lorentz. Tabelul rezumă comparația între unitățile SI și Gauss, pentru mărimile mecanice și electromagnetice de bază.
|           | lungime         | masă          | timp        | sarcină electrică   | curent electric     | câmp electric                  | câmp magnetic |
| SI        | metru (m)       | kilogram (kg) | secundă (s) | coulomb (C)         | amper (A)           | volt/metru (V/m)               | tesla (T)     |
| conversie | 1 m = 102 cm    | 1 kg = 103 g  | 1 s         | 1 C = 3 · 109 statC | 1 A = 3 · 109 statA | 1 V/m = (1/3) · 10-4 statV/cm  | 1 T = 104 G   |
| Gauss     | centimetru (cm) | gram (g)      | secundă (s) | statcoulomb (statC) | statamper (statA)   | statvolt/centimetru (statV/cm) | gauss (G)     |